# Peersia
Genre
Classification phylogénétique
Peersia L.Bolus est un genre de plante de la famille des Aizoaceae.
Peersia L.Bolus in Pole Evans, Fl. Pl. South Africa 7: 264 (1927)
Type : Peersia macradenia (L.Bolus) L.Bolus (Mesembryanthemum macradenium L.Bolus)

## Liste des espèces
- Peersia frithii (L.Bolus) L.Bolus
- Peersia macradenia (L.Bolus) L.Bolus
- Peersia vanheerdei (L.Bolus) H.E.K.Hartmann